# Brachymystax savinovi
Brachymystax savinovi är en fiskart som beskrevs av Mitrofanov, 1959. Brachymystax savinovi ingår i släktet Brachymystax och familjen laxfiskar. Inga underarter finns listade.